# Aplochitoninae
Sous-famille
Les Aplochitoninae sont une sous-famille de poissons de la classe des Actinopterygiens, présents dans l'ouest de l'océan Pacifique et dans l'océan Indien et plus particulièrement dans les régions australienne et indonésienne. C'était auparavant une famille nommée Aplochitonidae de l'ordre des scorpaeniformes.

## Liste des genres
Selon ITIS:
- genre Aplochiton Jenyns, 1842